# Termas romanas de Asturica Augusta

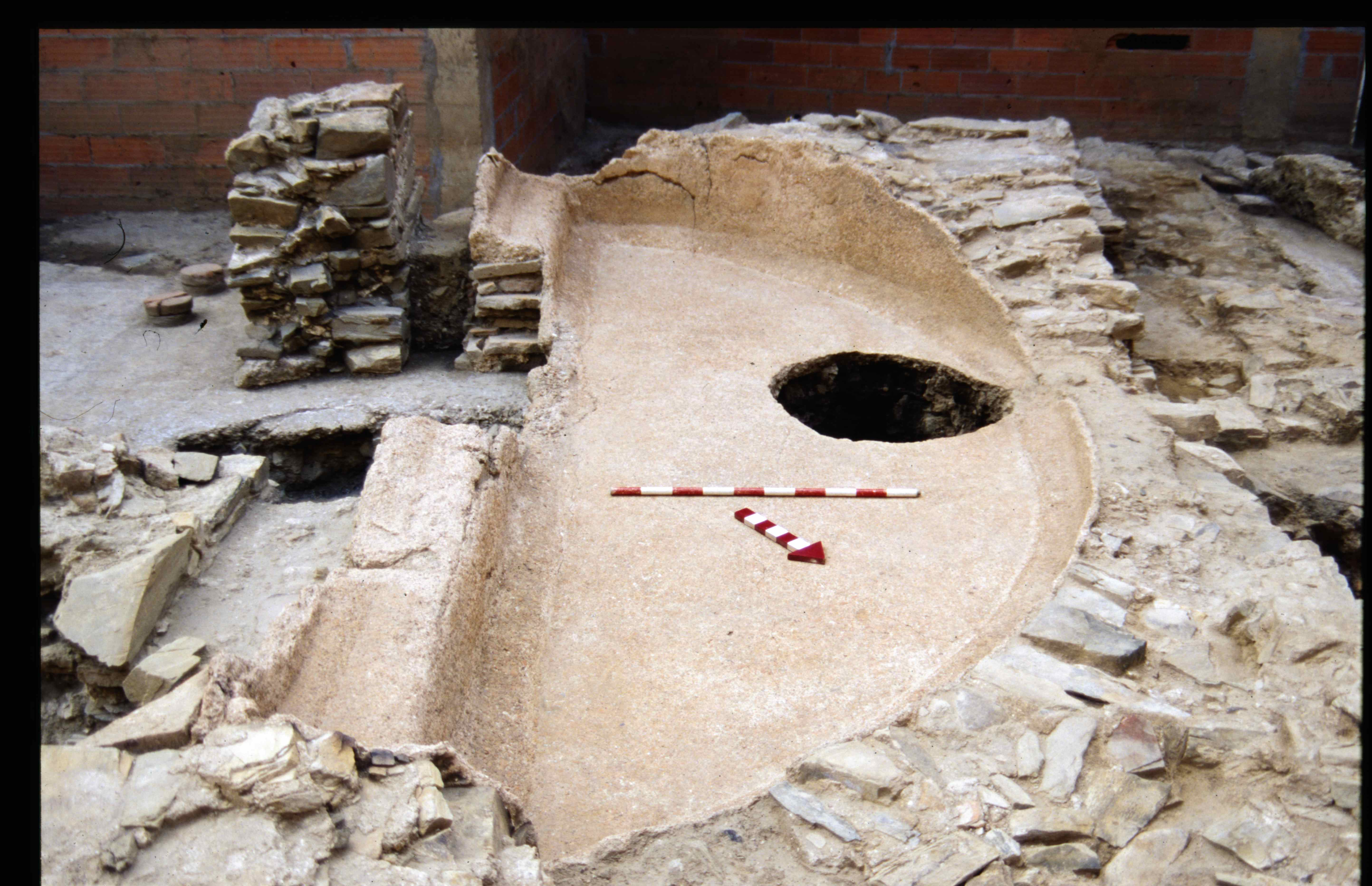
Bañera de las Termas Mayores

Los baños públicos, además de lugares para el aseo y cuidado personal, servían como centro de las relaciones sociales y ocupaban un lugar importante en la organización y difrute del ocio en la Antigua Roma. Como en la mayor parte de las ciudades romanas, Asturica Augusta contaba con instalaciones de este tipo, de las cuales se conocen por ahora dos complejos termales, las Termas Mayores y las Termas Menores.

## Termas Mayores

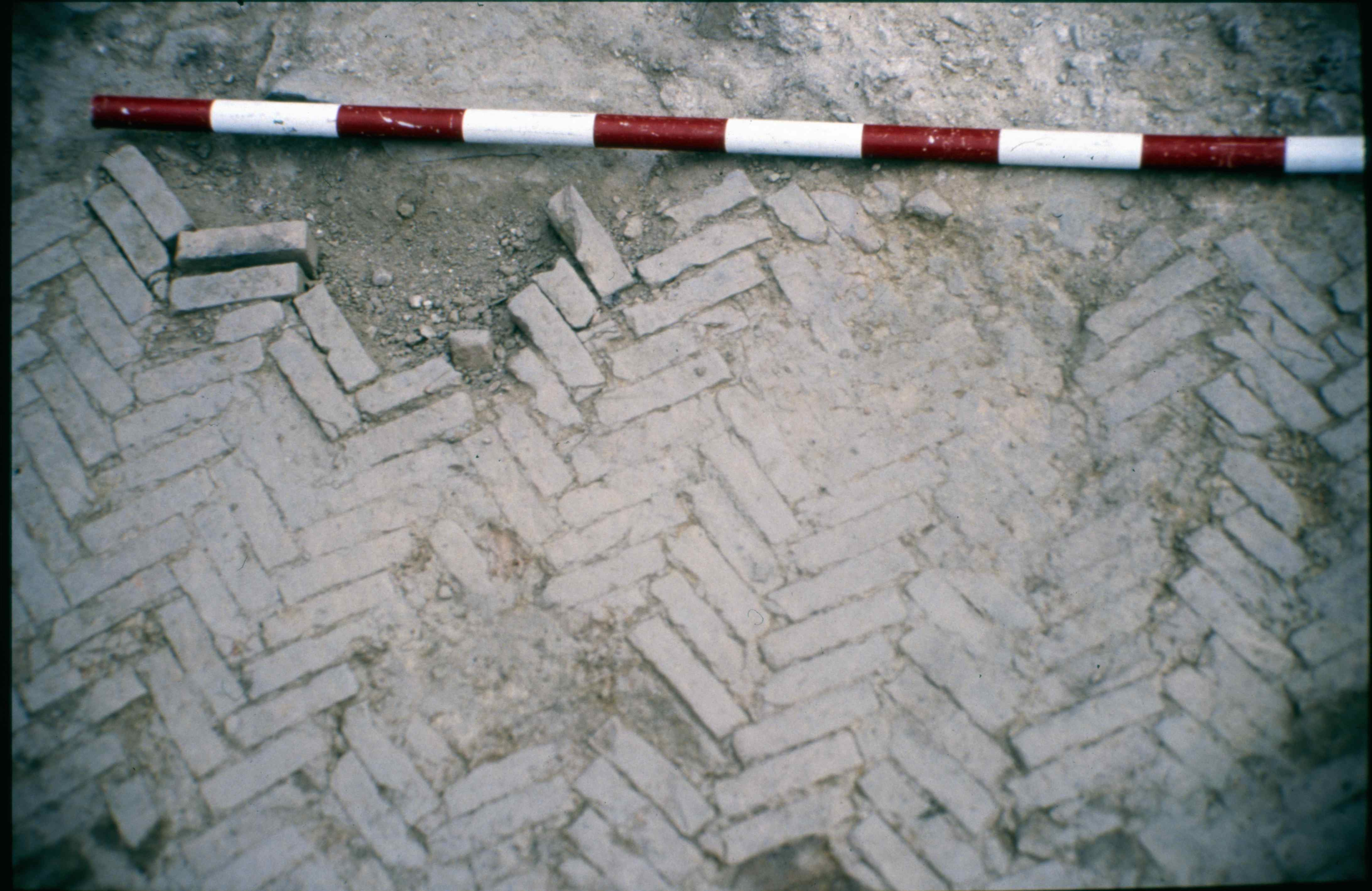
Pavimento de opus spicatum de las Termas Mayores

En agosto de 1984, durante unas excavaciones dirigidas por Tomás Mañanes en la calle Santiago Crespo, se hallaron los restos de lo que se denominarían Termas Mayores. Esa zona ya había deparado noticias previas, como los hallazgos mencionados por José María Luengo a mediados del siglo XX o como la alusión al edificio termal en un documento de 1226 procedente del Archivo de la Catedral. La superficie total excavada, gracias a las distintas intervenciones arqueológicas, está próxima a los 2200 metros cuadrados, a pesar de las dificultades que plantea el medio urbano para la arqueología.
Estas Termas Mayores se ubicaban en la zona central de la ciudad, junto a la intersección de los dos viales principales (de orientación Noroeste-Sureste y Noreste-Suroeste). En ellas se documentan dos momentos constructivos: una primera fase, entre mediados del siglo I y mediados del siglo III, y una segunda fase, del siglo V, tras sufrir una importante remodelación.
Los accesos se realizaban por su límite meridional y septentrional; el primero a través de una construcción cuadrada, posible vestibulum, y el segundo constatado gracias a la ubicación del apodyterium. No hay datos acerca del abastecimiento de agua al complejo, al igual que ocurre con el resto de la ciudad, pero fue encontrada, por ejemplo, una canalización que evacuaba las aguas desde el frigidarium hacia una de las cloacas que discurre por el límite meridional del edificio. Se ha podido documentar un gran frigidarium, anexo a otros cuatro espacios: tres de ellos con hypocaustum (cella tepidaria y dos sudatoria circulares) y un cuarto, con mosaico bícromo, interpretado como apodyterium.

## Termas Menores

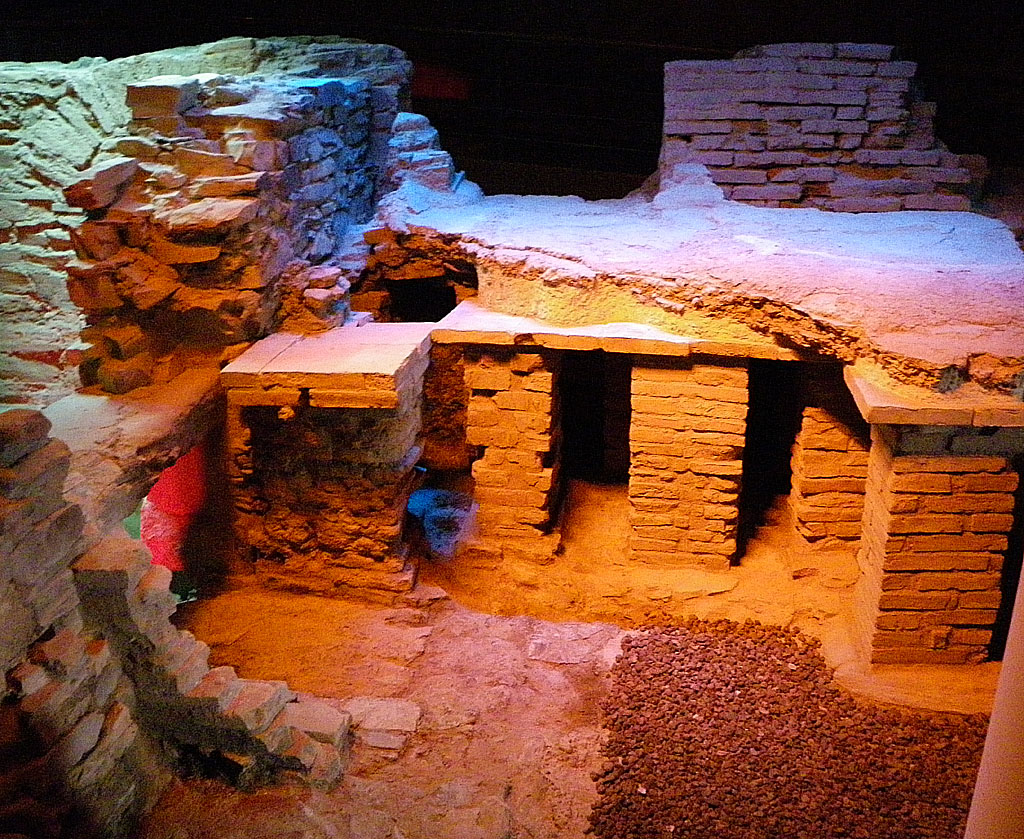
Restos de un hipocausto de las Termas Menores

Por su parte, las Termas Menores —descubiertas a principios de los años ochenta en un solar de la calle Padre Blanco— se localizan en la parte sudoriental de la ciudad. En aquel momento se documentaron dos caldaria y una canalización, pero los trabajos arqueológicos posteriores mostraron los distintos ambientes de este complejo. Cronológicamente se distinguen tres fases: la primera de mediados del siglo I, la segunda a finales del siglo I o principios del II y la tercera a mediados del siglo II, momento en el que sufre una importante reestructuración de los espacios.
Presentan un buen estado de conservación, lo que permitió conocer la función de cada uno de los espacios en el programa de baños: frigidarium, tepidarium, sudatorium y dos caldaria, además de las estancias de servicio como las destinadas a los hornos o praefurnia. Las pequeñas dimensiones del complejo hacen pensar que fue usado por un número pequeño de personas, cuyo acceso sería restringido para un determinado sector de la ciudad o clientela.